# (56169) 1999 FU5
1999 أف يو 5 (ويعرف أيضًا باسم (56169) 1999 أف يو 5 وفق تسمية الكوكب الصغير) (بالإنجليزية: 1999 FU5)‏ هو كويكب ضمن حزام الكويكبات؛ وترتيبه 56169 من حيث الاكتشاف.
اكتُشف هذا الجُرم الفلكي بواسطة OCA–DLR Asteroid Survey ‏ في 16 مارس 1999.

## وصلات خارجية
- (56169) 1999 FU5 في قاعدة بيانات مختبر الدفع النفاث لأجرام النظام الشمسي الصغيرة

- الاكتشاف · مخطط المدار ·  العناصر المدارية · المعلمات المادية

- (56169) 1999 FU5 على موقع ويكي سكاي: DSS2, SDSS, GALEX, IRAS, Hydrogen α, X-Ray, Astrophoto, Sky Map, Articles and images